# Claude Williams (Musiker)

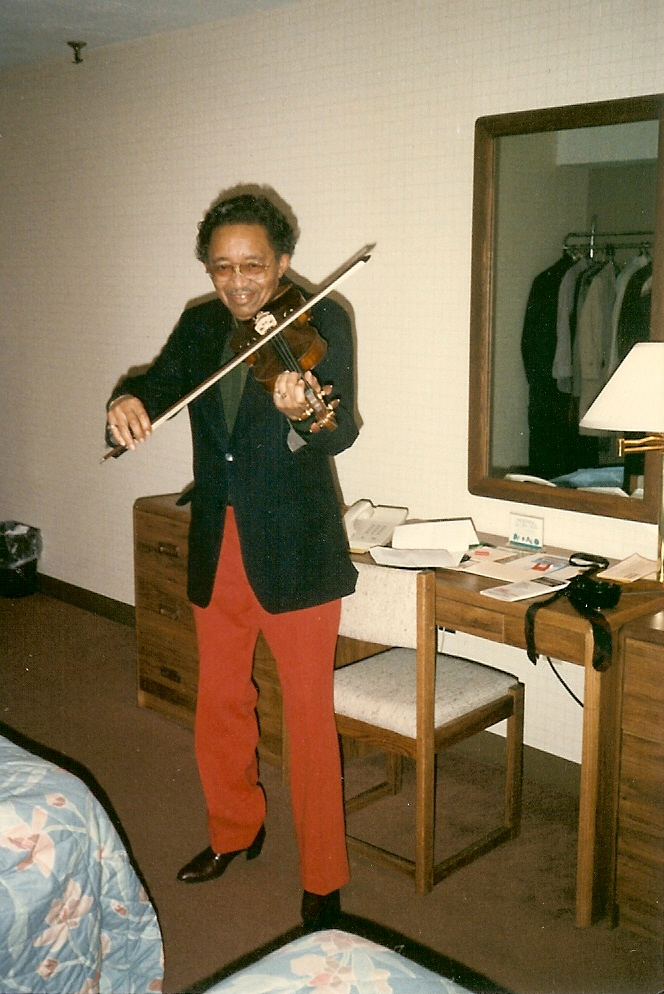
Claude Williams

Claude Gabriel „Fiddler“ Williams (* 22. Februar 1908 in Muskogee, Oklahoma; † 25. April 2004 in Kansas City) war ein amerikanischer Jazz-Violinist, Gitarrist (und gelegentlicher Sänger) des Swing.

## Leben
Williams war der Sohn eines Schmieds und spielte schon mit 10 Jahren Mandoline, Cello, Banjo und Gitarre, u. a. in der Band seines Schwagers Ben Johnson. Zum Jazz kam er, als er in seinem Heimatort den durchreisenden Joe Venuti spielten hörte. 1927 war er Mitglied des Familien-Orchesters von Doc Pettiford (mit dessen Sohn Oscar Pettiford) und im selben Jahr bei den „Twelve Clouds of Joy“ in Tulsa unter Terrence Holder (der vor Andy Kirk die Band leitete), mit denen er 1928 seine ersten Aufnahmen machte und 1930 in New York war. Die Band-Pianistin Mary Lou Williams arrangierte einige seiner Kompositionen. Er war in Kansas City auch Mitglied der Bands von Eddie Cole (in dem auch dessen Bruder Nat King Cole spielte), Alphonse Trent, George E. Lee (wo er nach eigener Erinnerung Charlie Parker Nachhilfe erteilte) und 1936/7 der Vorgänger von Freddie Green in der Count-Basie-Band. Er führte zwar mehrmals die „Down Beat“ Polls als Gitarrist an, ging aber, da sein Spiel dem Impresario der Basie-Band John Hammond nicht gefiel. Da er u. a. aus diesem Grund sowieso bei Basie keine Soli spielen durfte, sah Williams das im Nachhinein als Glücksfall an. In den legendären Jam-Sessions von Kansas City formierte sich auch sein Violinstil, als er sich in Soli gegen die dominierenden Saxophonisten wie Lester Young, Herschel Evans, Ben Webster durchsetzen musste. Williams spielte in den 1940er Jahren mit einer WPA-Band in Michigan, in Chicago mit den „The Four Shades of Rhythm“ und in New York u. a. mit dem Quintett von Austin Powell. Ab 1950 verwendete er für seine Geige elektrische Verstärker. 1951/2 spielte er in Los Angeles mit „Roy Milton´s Blues Band“ und zog danach wieder nach Kansas City. Er spielte u. a. mit Buddy Tate, Don Byas (wie er aus Muskogee), ab 1953 in eigener Combo mit Eddie „Cleanhead“ Vinson und Hank Jones und – in den 1970er Jahren – mit der Kansas City-Jazzlegende Jay McShann (ebenfalls aus Muskogee, zusammen nahmen sie 1972 „The Man from Muskogee“ auf). Als einer der letzten überlebenden Swing-Musiker des Kansas City Jazz erlebte er in den 1980er Jahren ein Comeback mit Auftritten im Fernsehen, der Revue „Black and Blue“ (1989), Konzerten im Lincoln Center, der Carnegie Hall, einigen Europatourneen (bei denen u. a. „Call for the Fiddler“ 1976 bei Steeplechase entstand, mit Horace Parlan) und im Weißen Haus bei Bill Clinton.
Williams wurde 1989 in die Oklahoma Jazz Hall of Fame aufgenommen.